# Итальянские острова Эгейского моря
Итальянские острова Эгейского моря (итал. Isole italiane dell’Egeo) — название островов Додеканес в период их нахождения под властью Итальянского королевства с 1912 по, фактически, 1943 год, а формально — по 1947 год.
Острова Додеканес, за исключением острова Кастельроссо, стали итальянским владением после Итало-турецкой войны 1911—1912 годов, будучи до этого владением Османской империи. 
Из-за расплывчатости мирного договора в Уши, однако, предполагалось установить там лишь временную итальянскую администрацию, окончательно же острова стали владением Италии в 1923 году, уже после завершения Первой мировой войны, в соответствии с Лозаннским мирным договором с Османской империей. Остров Кастельроссо во время Первой мировой войны был оккупирован Францией и передан Италии в 1921 году. На островах Лерос и Патмос были основаны базы военно-морского флота Италии, к началу Второй мировой войны на них находилось около 45 тысяч итальянских военнослужащих. Первым военным губернатором островов стал Джованни Амелио.

## Статус островов и положение местного населения
Статус островов в составе итальянского государства окончательно так и не был определён: они занимали промежуточное положение между колонией и непосредственной частью государства. После прихода к власти в 1922 фашистов во главе с Бенито Муссолини была начата постепенная реализация политики реальной колонизации островов, предусматривающей переселение туда большого количества итальянских колонистов и массовой «итальянизации» местного населения. До 16 ноября 1922 года на Итальянских Додеканах правили военные губернаторы, затем их сменили гражданские. Первым гражданским губернатором стал либеральный политик Марио Лаго, выступавший за мирное сотрудничество итальянцев с различными группами местного населения (греками, турками, евреями) и различные автономные права для них, однако крайне негативно относился к православной церкви, запретив служение по греческому обряду и сделав единственно законными католические богослужения. В 1924 году вышли декрет, отменивший режим капитуляций и упразднивший иностранные почтовые службы на архипелаге, а также закон, давший островам автономию и освободивший население от воинской повинности.
В 1929 году в университете Пизы была установлена специальная стипендия для студентов с Додеканесских островов, желающих изучать итальянские язык и культуру, — этим итальянское правительство надеялось способствовать распространению своей культуры среди образованной прослойки жителей островов. Правление Лаго на островах в итальянской историографии называется «золотым веком» Додекан.
Преемник Лаго, фашист и бывший министр образования Чезаре Мария де Векки, назначенный губернатором в 1936 году, начал проводить гораздо более жёсткую итальянизаторскую политику. Итальянский язык стал единственным государственным и единственным, на котором велось обучение в школах, изучение же греческого языка стало факультативным. В то время как Лаго разрешал местным жителям самостоятельно избирать мэров, де Векки в 1937 году провёл административную реформу, разделив острова на коммуны, во главе каждой из которых был поставлен назначенный подеста. В 1938 году усилиями де Векки местное законодательство было приведено в полное соответствие с итальянским, одновременно на Додеканах были введены принятые ранее в метрополии так называемые итальянские расовые законы. В 1940 году де Векки сменил Этторе Бастико, в 1941 году губернатором стал адмирал Иниго Кампиони.
Итальянская администрация всячески способствовала притоку итальянских переселенцев на острова, но больших успехов в этом деле не достигла: по данным переписи 21 апреля 1936 года, на Додеканесских островах проживало 7015 итальянских колонистов, большинство из которых поселилось на островах Родос, Лерос и Кос, и 4933 переселенца из других стран; в то время как итальянцы на Родосе и Косе, как правило, занимались фермерством, переселенцы на Лерос предпочитали военную или государственную службу в городе Портолаго. На островах в период итальянского правления проводились значительные общественные и строительные работы, результаты которых были призваны продемонстрировать миру мощь фашистской Италии: строились новые дороги, монументальные и гидротехнические сооружения, нередко с использованием принудительного труда греческого населения. С 1930 года на островах проводились археологические раскопки. Итальянцы также ввели на Додеканах межевание и начали развивать туристическую индустрию.
После оккупации Греции германскими и итальянскими войсками в 1941 году в ходе Второй мировой войны Италия планировала включить в состав Итальянских островов Эгейского моря острова Киклады и Северные Спорады, однако этому противилась нацистская Германия, не хотевшая допустить сокращение территории союзного ей марионеточного Греческого государства. Киклады, однако, после оккупации Греции оказались в итальянской сфере оккупации, поэтому, несмотря на сопротивление Германии, подготовка к их аннексии велась итальянскими властями до 1943 года.
Когда в сентябре 1943 года после высадки Союзников на Сицилии и юге Италии правительство Муссолини было свергнуто и подписано перемирие между новым итальянским правительством и Союзниками, Додеканесские острова стали ареной битвы между англичанами и немцами. Итальянские войска первоначально большей частью поддержали англичан, однако были разбиты; многим удалось бежать в Турцию, где они были интернированы, часть же попавших в плен к немцам были расстреляны в ходе так называемой резни на острове Кос. При этом остров Калиостро был занят и удержан британскими войсками. Додеканесская операция стала одной из последних крупных побед Германии в войне, и острова остались под немецким контролем до начала мая 1945 года, хотя де-юре Германия признавал их владением марионеточной Итальянской социальной республики (она же республика Сало), основанной после освобождения Муссолини из плена, но новый губернатор Уго Фаралли, примкнувший к республике Сало, был полностью зависим от немецких властей.
Германские войска на Додеканесских островах начали капитулировать 9 мая 1945 года и не оказывали сопротивления высаживавшимся на них англичанам, которые с целью облегчения контроля над островами решили восстановить итальянскую гражданскую администрацию: её главой стал бывший мэр Родоса Антонио Макки, в задачи которого входила репатриация итальянцев на родину и защита интересов тех, кто хотел остаться на Додеканах. 1 января 1947 года англичане передали власть над островами греческой администрации, которая сразу же заключила с Макки соглашение, по которому обязалась не проводить депортации итальянцев: греки верили, что бывшие колонисты могут быть полезны для восстановления разрушенной войной экономики региона. По итогам Парижского мирного договора острова в 1947 году были окончательно переданы Италией Греции.
Официальная передача полномочий первому греческому гражданскому губернатору состоялась на Родосе 15 сентября 1947 года, но ещё до этого события греческая администрация показала, что на деле не спешит выполнять заключённое с Макки соглашение: итальянцы начали подвергаться дискриминации, католические церкви были насильно преобразованы в православные, а в главной больнице Родоса были образованы разные отделения для итальянцев и греков. Макки отправился в Рим искать помощи против притеснений, и уже к 1 сентября 1947 года ему удалось организовать депортацию в Италию 6000 бывших колонистов. 31 августа 1949 года между Италией и Грецией было подписано соглашение о депортации к концу года в Италию всех бывших колонистов, при этом греческие власти предписывали им продать своё имущество. При этом нескольким пожелавшим остаться несмотря ни на что итальянцам было предоставлено двойное гражданство, а итальянский язык преподавался в додеканесских школах до 1950 года.

## Движение за независимость Додеканеса
В сентябре 1928 года был подписан итало-греческий договор о нейтралитете, в результате чего Афины отказались от поддержки движения за возврат островов Греции и не поддержали манифестацию 1929 года. Штаб-квартирой движения за выход островов из Италии была Александрия, но в 1929 году заключено египетско-итальянское соглашение о том, что все додеканесцы Египта являются подданными Италии. В 1935 году вспыхнуло восстание на острове Калимнос, но оно было быстро подавлено, а Италия объявила амнистию его участникам.